# Богат Євген Михайлович
Богат Євген Михайлович (рос. Богат Евгений Михайлович 16 липня, 1923 року, Київ — 16 травня, 1985 року ) — літератор і журналіст доби СРСР.

## Життєпис
Народився у місті Київ. Батько (Михайло Семенович Богад, який помер у 1935 році) був відомим більшовиком. Пізніше мати створила нову родину і, разом і сином, перебралась мешкати у Ленінград, а згодом у Москву.
У Москві Богат закінчив школу. У шкільні роки публікувався в газеті «Пионерская правда» і журналі «Костер». Відразу після закінчення школи потрапив у страшну аварію. Через травми юнака звільнили від військової служби. Війну родина провела в евакуації у Свердловську.
У 1944 році Богат закінчив факультет журналістики Уральського університету і, тоді ж, за розподілом був відряджений до Північної Осетії, де кілька років пропрацював відповідальним секретарем «Соціалістичної Осетії». Після війни повернувся до Москви. Працював в багатотиражках, на будівництві Московського Університету, в «Строительной газете», позаштатно в «Вечірньої Москві>», а в 1957 році прийшов на роботу в щойно створену газету Московської області «Ленинское знамя», спочатку заступником відповідального секретаря, потім — редактором відділу будівництва.
Помер 16 травня 1985 року. Похований на Кунцевському цвинтарі.

## Сім'я
Донька — Ірина Євгенівна Богат (нар. 1960), директорка московського видавництва «Захаров».

## Перелік друкованих книг (назви російські )
- «Мир обыкновенных открытий», М., Московский рабочий, 1964
- «Ахил и черепаха», 1965
- «Бессмертны ли злые волшебники», М., Молодая гвардия, 1967
- «Четвёртый лист пергамента», М., журнал Искатель, 1967
- «Чувства и вещи», 1968
- «Удивление», М., Молодая гвардия, 1969
- «Вечный человек», 1970
- «Золотое весло», М., Молодая гвардия, 1977
- «…Что движет солнца и светила», М., Детская литература, 1978
- «Узнавание», М., Детская литература, 1977
- «Ничто человеческое», М., Издательство политической литературы, 1979
- «Урок», М., Советский Писатель, 1982
- «Понимание», М., Издательство политической литературы, 1983
- «Избранное», М., Московский рабочий, 1986
- «Мир Леонардо», М., Детская литература, 1989